# Aire d'attraction du Havre
L'aire d'attraction du Havre est un zonage d'étude défini par l'Insee pour caractériser l’influence de la commune du Havre sur les communes environnantes. Publiée en octobre 2020, elle se substitue à l'aire urbaine du Havre, qui comportait 81 communes dans le dernier zonage qui remontait à 2010.

## Définition
L'aire d'attraction d'une ville est composée d’un pôle, défini à partir de critères de population et d’emploi ainsi que d’une couronne constituée des communes dont au moins 15 % des actifs travaillent dans le pôle. Le pôle d’attraction constitue ainsi un point de convergence des déplacements domicile-travail,.

## Type et composition
L’aire d'attraction du Havre est une aire inter-départementale qui comporte 116 communes : 103 situées en Seine-Maritime et 13 dans l'Eure. 
Elle est catégorisée dans les aires de 200 000 à moins de 700 000 habitants, une catégorie qui regroupe 23,6 % au niveau national.

### Carte

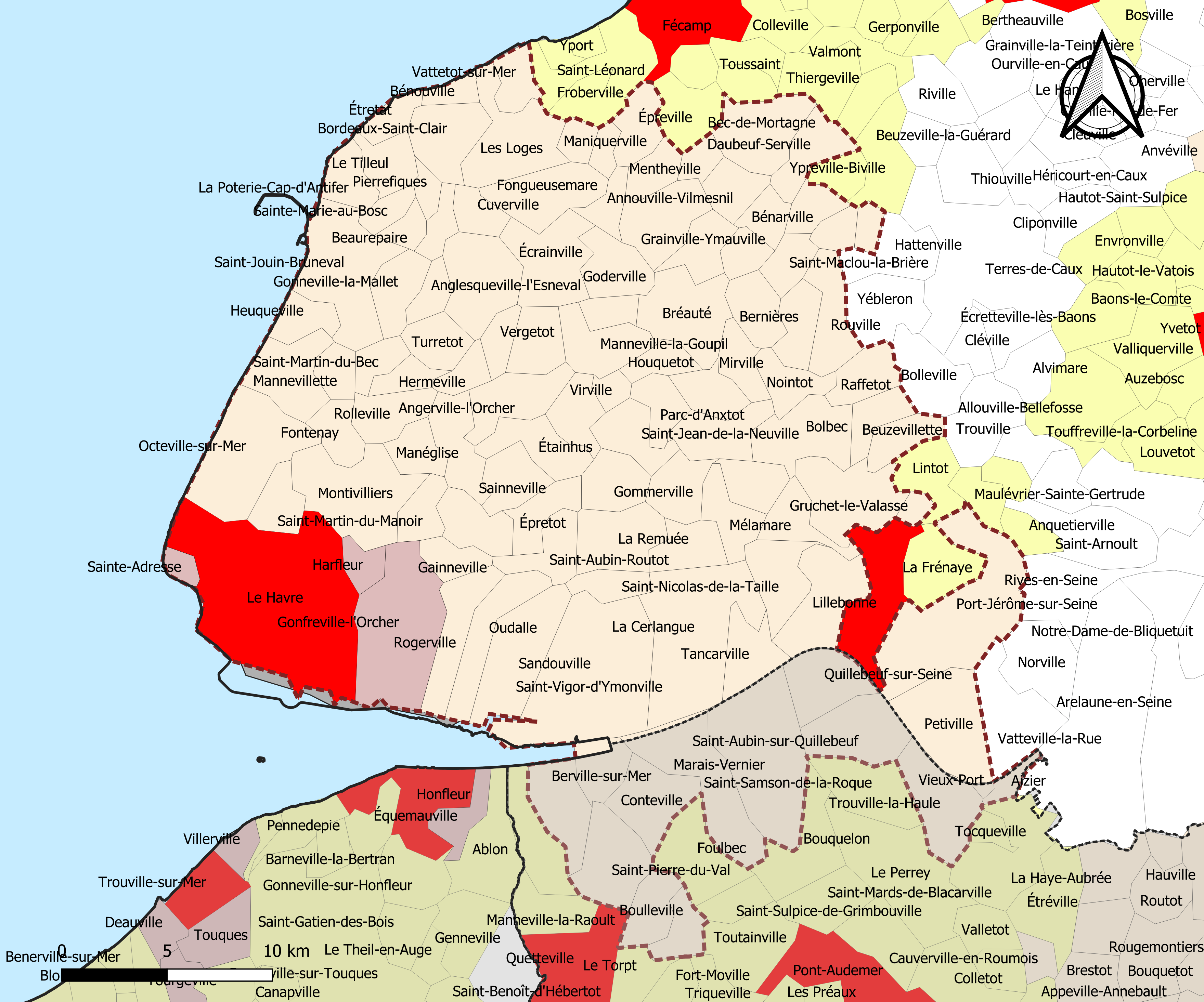
Carte de l'aire d'attraction du Le Havre.
Commune-centre
Commune du pôle principal
Commune de la couronne

### Composition communale
| Catégorie                  | Département    | Communes | Communes |
| Catégorie                  | Département    | Nombre   | Libellé |
| -------------------------- | -------------- | -------- | --- |
| Commune-centre             | Seine-Maritime | 1        | Le Havre. |
| Communes du pôle principal | Seine-Maritime | 3        | Gonfreville-l'Orcher, Harfleur, Sainte-Adresse. |
| Communes de la couronne    | Seine-Maritime | 99       | Angerville-Bailleul, Angerville-l'Orcher, Anglesqueville-l'Esneval, Annouville-Vilmesnil, Auberville-la-Renault, Beaurepaire, Bec-de-Mortagne, Bénarville, Bénouville, Bernières, Beuzeville-la-Grenier, Beuzevillette, Bolbec, Bordeaux-Saint-Clair, Bornambusc, Bréauté, Bretteville-du-Grand-Caux, Cauville-sur-Mer, La Cerlangue, Criquetot-l'Esneval, Cuverville, Daubeuf-Serville, Écrainville, Épouville, Épretot, Épreville, Étainhus, Étretat, Fongueusemare, Fontaine-la-Mallet, Fontenay, Gainneville, Gerville, Goderville, Gommerville, Gonfreville-Caillot, Gonneville-la-Mallet, Graimbouville, Grainville-Ymauville, Gruchet-le-Valasse, Hermeville, Heuqueville, Houquetot, Lanquetot, Les Loges, Manéglise, Maniquerville, Manneville-la-Goupil, Mannevillette, Mélamare, Mentheville, Mirville, Montivilliers, Nointot, Port-Jérôme-sur-Seine, Notre-Dame-du-Bec, Octeville-sur-Mer, Oudalle, Parc-d'Anxtot, Petiville, Pierrefiques, La Poterie-Cap-d'Antifer, Raffetot, La Remuée, Rogerville, Rolleville, Rouville, Sainneville, Saint-Antoine-la-Forêt, Saint-Aubin-Routot, Saint-Eustache-la-Forêt, Saint-Gilles-de-la-Neuville, Saint-Jean-de-Folleville, Saint-Jean-de-la-Neuville, Saint-Jouin-Bruneval, Saint-Laurent-de-Brèvedent, Saint-Maclou-la-Brière, Sainte-Marie-au-Bosc, Saint-Martin-du-Bec, Saint-Martin-du-Manoir, Saint-Nicolas-de-la-Taille, Saint-Romain-de-Colbosc, Saint-Sauveur-d'Émalleville, Saint-Vigor-d'Ymonville, Saint-Vincent-Cramesnil, Sandouville, Sausseuzemare-en-Caux, Tancarville, Le Tilleul, Tocqueville-les-Murs, Trémauville, La Trinité-du-Mont, Les Trois-Pierres, Turretot, Vattetot-sous-Beaumont, Vattetot-sur-Mer, Vergetot, Villainville, Virville. |
| Communes de la couronne    | Eure           | 13       | Aizier, Berville-sur-Mer, Boulleville, Conteville, Fatouville-Grestain, Marais-Vernier, Quillebeuf-sur-Seine, Saint-Aubin-sur-Quillebeuf, Saint-Maclou, Saint-Pierre-du-Val, Saint-Samson-de-la-Roque, Trouville-la-Haule, Vieux-Port. |